# María Puy Huici Goñi
María Puy Huici Goñi (Ciriza, 25 de septiembre de 1915-Pamplona, 11 de abril de 2008) fue una historiadora navarra. Estudió magisterio y ejerció como maestra nacional en diversas localidades navarras, como Viana, Urdánoz, Cemboráin y Echavacóiz (lugar luego integrado como barrio de Pamplona), hasta su jubilación en 1980. Dedicó gran parte de sus investigaciones «a analizar la evolución de la Cámara de Comptos de Navarra» especialmente así como de las Cortes de Navarra.

## Biografía
Mientras ejercía como maestra, en su tiempo libre estudió en la Universidad de Zaragoza la carrera de Filosofía y Letras. En 1961, a los 46 años, se doctoró en Historia en la Universidad de Zaragoza con una tesis doctoral titulada a Las Cortes de Navarra durante la Edad Moderna. Tras su jubilación en el colegio Nicasio Landa de Echavacóiz, su curiosidad incansable le llevó a plantearse estudiar medicina, pero ante la dificultad de ser admitida a su edad decidió dedicarse a la investigación histórica. Fruto de sus investigaciones en el Archivo General de Navarra escribió tres volúmenes sobre la historia de la Cámara de Comptos de Navarra lo que le valió el reconocimiento de esa institución que le otorgó su Medalla de Oro en 1995. 
También participó en varias obras (sobre el Himno de Navarra o la Comisión de Monumentos Históricos y Artísticos de Navarra), participando, con sus comunicaciones, en varios congresos de Historia y escribiendo artículos de divulgación histórica.
En 2001, el Gobierno de Navarra le condecoró con la Cruz de Carlos III El Noble de Navarra.

## Publicaciones
- Las Cortes de Navarra durante la Edad Moderna (1963). Madrid. RIALP - Institución Príncipe de Viana - Universidad de Navarra.
- El himno de Navarra: Marcha para la entrada del Reyno (1987)
- La Cámara de Comptos de Navarra entre 1328-1512 con precedentes desde 1258 (1988)[3]
- En torno a la conquista de Navarra (1993)[4]
- Relaciones entre Navarra y las Provincias Vascongadas (hoy Euzkadi) a lo largo de la historia (2002)[5]
- Niños y viejos en un mundo cambiante (2004).